# Mangsong Mangtsen
Mangsong Mangtsen va ser el segon emperador del Tibet. Va pujar al tron el 651, perquè un any abans havia mort el seu avi, Songtsen Gampo quan ell es trobava estudiant a l'Índia. Durant el seu govern, les relacions amb la Xina es van tornar molt cruentes. L'emperador tibetà va tractar d'aliar-se als xinesos casant-se amb la filla de l'emperador Li Shimin, però aquesta sol·licitud no va ser acceptada. Aliat dels tocaris, va sotmetre a l'Àsia central i després es va dirigir a la Xina, prenent Hankeu el 665. Durant el seu regnat, Tibet va esdevenir un poderós imperi. S'estenia des de les fredes planes siberianes fins al golf de Bengala i des del mar Caspi fins a les riberes del Hoang-Ho. Va morir el 676.